# Melanorivulus parnaibensis
Melanorivulus parnaibensis es un pez actinopeterigio de agua dulce, de la familia de los rivulines.

## Distribución y hábitat
Se distribuye por de América del Sur, en ríos y aguas estancadas dulces de Brasil, tropical de comportamiento bentopelágico.